# إميل باس
إميل باس Émile Baas (3 مارس 1906 - 4 يونيو 1984  ) كان كاتب مقالات فرنسيًا في القرن العشرين.

## من كتاباته
- 1945: تأملات حول الجهوية ، إصدارات الكشافة الفرنسية، لا هوت، ليون
- 1953: مقدمة نقد الماركسية : وجهات نظر ماركسية، وجهات نظر مسيحية ، ألساتيا، كولمار، (طبعة جديدة، منقحة بالكامل ، لنفس المؤلف، 1947)
- 1973: حالة الألزاس ، الألزاس، كولمار (نص عام 1945 مع خاتمة للمؤلف)